# アウストロモラ・アンゲロフェリ
アウストロモラ・アンゲロフェリ（Austromola angerhoferi）は、中新世前期に生息していた絶滅したマンボウの1種である。オーストリアプッキング近郊エーベルスベルク層で発見された。この種はパラテチス海に生息しており、体長は約320 cm（センチメートル）に達したと推定されている。